# Вълко Ценов
Вълко Петров Ценов е български скулптор и преподавател по скулптура. Член е на секция „Скулптура“ на СБХ.

## Биография
Роден е в София през 1947 година. През 1976 година завършва специалност „Декоративно-монументална скулптура“ в Националната художествена академия. Прави специализации в Чехословакия през 1977-78 година и в ГДР през 1980 година.
От дипломирането си до 1992 година Ценов е преподавател в Художествената гимназия за приложни изкуства. В периода 1992–1995 година той е заместник-председател на Съюза на българските художници. Има принос за създаването на специалността „Дизайн на детската среда“ в Академията. Понастоящем преподава в ПГИИ „Професор Николай Райнов“.

## Творчество
Ценов участва в над 40 национални и колективни изложби и биеналета. Самостоятелни изложби прави през 1991 г. в Кипър, през 1993 г. в Австрия, през 1993 и 1994 г. в Германия, през 1997 г. В София, България. Реализирал е над 30 държавни поръчки за паметници и градинска пластика. По-значимите му монументални творби са:
- бронзовата скулптура „Гимнастичка“ в София, стадион „Герена“
- паметника на Цоню Лавчиев в с. Керека
- бронзовия паметник на Константин Иречек в София,
- „Композиция“ (бронз) – София, Банка ОББ
- „Ден и нощ“ (камък) – София, парк „Заимов“
- „Масонски паметник“ (бронз) – София
- „Измерения“ (камък) – Велико Търново, Американски колеж
- бронзовия паметник на Джон Атанасов пред Телефонната палата в София
- паметника на Иван Ведър в центъра на Разград, 2007 г.
- „Гейзера“ в град Сапарева баня,
- бронзовия скулптурен портрет на Димитър Войнов, художествена галерия във Велико Търново.

Скулптури в малък формат на Вълко Ценов са притежание на галерии и частни колекции в България, Австрия, Англия, Германия, Испания, Италия, Кипър, САЩ, Холандия, Швейцария, Южна Корея.